# Instytut Studiów Międzynarodowych i Bezpieczeństwa Uniwersytetu Wrocławskiego
Instytut Studiów Międzynarodowych i Bezpieczeństwa Uniwersytetu Wrocławskiego – jednostka dydaktyczno-naukowa należąca do struktur Wydziału Nauk Społecznych UWr. Jego geneza sięga 1974 roku, kiedy to powstał Ośrodek Badań Niemcoznawczych, jako jednostka międzywydziałowa UWr. W 1978 roku został on przekształcony w Zakład Badań Niemcoznawczych, a w 1988 roku – w Katedrę Badań Niemcoznawczych. W 1995 r. Katedra została przekształcona w Instytut Badań Niemcoznawczych i Europejskich. W marcu 2000 r. Senat Uniwersytetu Wrocławskiego podjął uchwałę o przemianowaniu IBNiE na Instytut Studiów Międzynarodowych. Motywem zmiany było poszerzenie formuły badawczej wykraczającej poza dotychczasowy obszar. Od 2024 roku jest to Instytut Studiów Międzynarodowych i Bezpieczeństwa.

## Kierunki kształcenia
Instytut kształci studentów na kierunku stosunki międzynarodowe oraz bezpieczeństwa narodowego i międzynarodowego, w zakresie następujących specjalizacji:
- dyplomatyczna
- integracja europejska
- dyplomacja publiczna i media
- międzynarodowe stosunki gospodarcze
- niemcoznawstwo
- problemy globalne
- wschodnia.

Instytut prowadzi również studia w ramach programu Master of International Relations.

## Struktura organizacyjna
- Zakład Badań Niemcoznawczych
- Zakład Badań Wschodnich
- Zakład Komunikowania Międzynarodowego
- Zakład Międzynarodowych Stosunków Gospodarczych oraz Integracji Europejskiej
- Zakład Polityki Zagranicznej RP
- Zakład Studiów nad Bezpieczeństwem
- Zakład Studiów Strategicznych i Europejskich
- Zakład Studiów Regionalnych i Rozwojowych